# Paul Hough Emmett
Paul Hough Emmett (ur. 22 września 1900 w Portland w stanie Oregon, zm. 22 kwietnia 1985) – amerykański inżynier chemik (specjalności: chemia fizyczna, inżynieria chemiczna), znany głównie z dokonań dotyczących adsorpcji gazów na powierzchni sorbentów stałych (zob. izoterma BET, metoda BET) i katalizy heterogenicznej, związany z California Institute of Technology, Fixed Nitrogen Research Laboratory (laboratorium Departamentu Rolnictwa USA), Johns Hopkins University; członek National Academy of Sciences od 1955 roku, przyjaciel Linusa Paulinga.

## Życiorys

### Dzieciństwo i edukacja
Urodził się we wrześniu 1900 roku w Portland. Ojciec, John Hugh, był budowniczym kolei i specjalistą w dziedzinie materiałów wybuchowych. Matka, Vina z domu Hutchens, zajmowała się domem; często gotowała też posiłki dla grupy 10–40 robotników kolejowych podlegających mężowi. Rodzina często zmieniała miejsce pobytu; przez ponad rok ich domem był wagon kolejowy. Rodzice troszczyli się o zapewnienie synowi spokojnego dzieciństwa i tak dobrego wykształcenia, jak to możliwe. Uczył się w Washington High School w Portland. Do tej szkoły uczęszczał o rok młodszy Linus Pauling (przyszły dwukrotny laureat Nagrody Nobla), z którym się zaprzyjaźnił. Przyjaźń między nimi trwała przez całe życie. Byli też szwagrami. Na ich zainteresowania naukowe, którym również pozostali wierni, wpłynął nauczyciel chemii, William V. Green.

### Okres studiów
Emmett i Pauling wybrali ten sam kierunek studiów – inżynierię chemiczną. Studiowali w Oregon Agricultural College (obecnie Oregon State University) w Corvallis. Emmett uzyskał licencjat w czerwcu 1922 roku, a jesienią rozpoczął studia doktorskie w California Institute of Technology (Caltech, CIT), w zakresie chemii fizycznej. Dopiero w Caltech Emmett pokonał lęk przed wystąpieniami publicznymi, który odczuwał w szkole średniej (Arthur Amos Noyes zaprosił go do współpracy w prowadzeniu uczelnianych debat). Jego opiekunem naukowym był Arthur F. Benton, pochodzący ze szkoły naukowej H.S. Taylora, znanego specjalisty w zakresie katalizy.
Tematem pracy doktorskiej Emmetta była reakcja 2H2+O2→2H2O na katalizatorze niklowym i kinetyka redukcji tlenku niklu wodorem. W tym czasie współpracował też z Paulingiem, badając strukturę krystaliczną siarczanu baru.

### Praca zawodowa

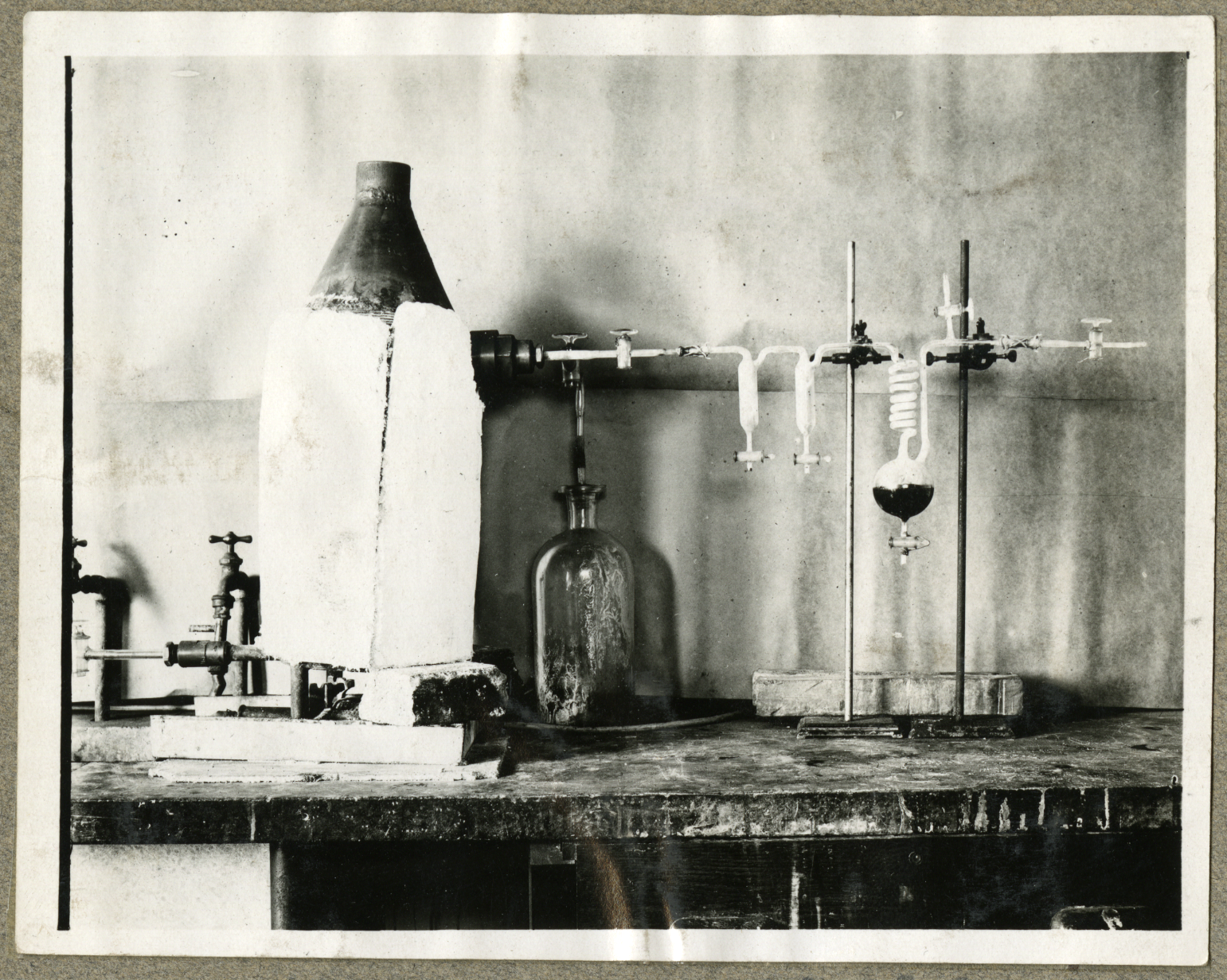
Laboratoryjny adsorber z silikażelem do badań adsorpcji NO_{2} (Fixed Nitrogen Research Laboratory, F.N.R.L. Waszyngton)

Po uzyskaniu stopnia doktora w 1925 roku Emmett przez rok wykładał w Oregon State College. Wkrótce otrzymał propozycję pracy w Fixed Nitrogen Research Laboratory (U.S. Department of Agriculture w Waszyngtonie. W 1937 roku został zaproszony do organizacji wydziału inżynierii chemicznej w Uniwersytecie Johnsa Hopkinsa, gdzie kontynuował badania dotyczące adsorpcji.
W  czasie II wojny światowej uczestniczył w pracach nad bombą atomową w ramach Projektu Manhattan jako członek zespołu laureata Nagrody Nobla z 1934 roku za odkrycie deuteru, Harolda Ureya (rozdzielanie izotopów uranu U-235 i U-238 metodą dyfuzyjną). Został konsultantem w Atomic Energy Laboratory w Oakridge (Tennessee, Hrabstwo Montgomery); pełnił tę funkcję do końca kariery zawodowej. Od grudnia 1944 roku prowadził w Mellon Institute (obecnie część Carnegie Mellon University) liczne eksperymenty, zmierzające do wyjaśnienia przebiegu procesów katalitycznych z użyciem znaczników radioaktywnych. W lipcu 1955 roku został mianowany profesorem chemii W.R. Grace w Hopkins (nauczanie i badania dotyczące katalizy). Został też dożywotnim konsultantem w Davison Chemical Division w W.R. Grace Company. Po odejściu z Hopkins University w 1970 roku wrócił do Portland w stanie Oregon. Przyjął stanowisko profesora wizytującego na wydziale chemii na Uniwersytecie Stanowym w Portland, w którym prowadził kurs katalizy i kierował badaniami. Do ostatniej choroby pisał i publikował prace naukowe.

## Główne kierunki badań naukowych
Najbardziej znane są osiągnięcia P. Emmetta dotyczące adsorpcji gazów i par na powierzchni stałych sorbentów  – izoterma Brunauera, Emmetta i Tellera, która jest dotychczas podstawą standardowej metody oznaczania powierzchni sorbentów (ISO 9277 Determination of the specific surface area of solids by gas adsorption BET method).
Procesy adsorpcji i desorpcji są często związane z zachodzeniem reakcji chemicznych między adsorbowanymi związkami. Tych zjawisk dotyczyły wykonywane przez Emmetta badania mechanizmów, równowag i szybkości wielu reakcji, przebiegających na granicy gaz-ciało stałe (katalizator, kataliza heterogeniczna). Były to przede wszystkim reakcje o dużym znaczeniu w przemyśle chemicznym, np.:
- kraking n-heksadekanu na katalizatorze SiO2-Al2O3
- uwodornianie benzenu, etylenu, propylenu, 2-butanu na katalizatorze żelazowym
- uwodornianie etylenu na katalizatorach ze stopów Ni-Cu i Ni-Au
- reakcje w układzie molibden-węgiel-wodór
- synteza amoniaku metodą Habera i Boscha
- otrzymywanie paliw płynnych (węglowodory) w wyniku katalitycznej reakcji CO z H2 (gaz syntezowy, zob. synteza Fischera-Tropscha)

W czasie badań Paul Emmett opracowywał i stosował nowe techniki badawcze, pozwalające np. identyfikować pośrednie produkty reakcji złożonych, takie jak (zob. sekcja publikacje):
- chromatografia mikrokatalityczna
- obserwacja zmian składu mieszanin reagentów metodą znakowania pierwiastkami radioaktywnymi, np. izotop węgiel (pierwiastek)14C

## Publikacje
Paul Emmett jest autorem siedmiotomowej książki Catalysis, wydawanej w latach 1954–1960, oraz ok. 150 publikacji naukowych, np.:

- 1924 – The reduction of nickelous and ferric oxides by hydrogen  (współautor: A.F. Benton)
- 1925 – The crystal structure of barite (współautor: L. Pauling)
- 1929 – Equilibrium in the system Co-H2O-CoO-H2. Free energy changes for the reaction CoO + H2 → Co + H2O (współautor: J.F. Shultz)
- 1930 – The dissociation pressure of Fe4N  (współautorzy: S.B. Hendricks, S. Brunauer)
- 1931 – Equilibria in the iron-nitrogen system (współautorzy: S. Brunauer, M.E. Jefferson, S.B. Hendricks)
- 1933 – Gaseous thermal diffusion—the principal cause of discrepancies among equilibrium measurements on the systems Fe3O4-H2-Fe-H2O, Fe3O4-H2-FeO-H2O and FeO-H2-Fe-H2O  (współautor: J.F. Shultz)
- 1934 – The adsorption of nitrogen by iron synthetic ammonia catalysts  (współautor: S. Brunauer)
- 1935 – The use of van der Waals adsorption isotherms in determining the surface area of iron synthetic ammonia catalysts  (współautor: S. Brunauer)
- 1938 – Adsorption of gases in multimolecular layers  (współautorzy: S. Brunauer, E. Teller)[16]
- 1943 – The catalytic hydrogenation of benzene over metal catalysts (współautor: N. Skau)
- 1944 – The hydrogenation of ethylene, propylene and 2-butane on iron catalysts  (współautor: J.B. Gray)
- 1948 – Some mechanism studies on the Fischer-Tropsch synthesis using 14C  (współautorzy: J.T. Kummer, T.W. DeWitt)
- 1950 – Equilibria in the systems Fe2C-Fe-CH4-H2 and Fe3C-Fe-CH4-H2  (współautorzy: L.C. Browning, T.W. DeWitt)
- 1951 – Mechanism studies of the Fischer-Tropsch synthesis, the addition of radioactive alcohol  (współautorzy: J.T. Kummer, H.H. Podgurski, W.B. Spencer)
- 1951 – Calculation of thermodynamic functions of adsorbed molecules from adsorption isotherm measurements: Nitrogen on graphon (współautorzy: T. Hill, L.G. Joyner)
- 1953 – Fischer-Tropsch synthesis mechanism studies. The addition of radioactive alcohols to the synthesis gas  (współautor: J.T. Kummer)
- 1955 – New microcatalytic-chromatographic techniques for studying catalytic reactions (współautorzy: R.J. Kokes, H. Tobin Jr.)
- 1958 – The hydrogenation of benzene over copper-nickel alloys  (współautor: W.K. Hall)
- 1961 – Adsorption studies on Raney nickel (współautor: R.J. Kokes)
- 1954–1960 – Catalysis, vols. I-VII. New York : Reinhold Publishing (Editor)[17]
- 1962 – Tracer studies with carbon-14. I. Some of the secondary reactions occurring during catalytic cracking of n-hexadecane over a silica-alumina catalyst  (współautor: W.A. Van Hook)
- 1967 – Catalytic hydrogenation of ethylene on nickel-copper and nickel-gold alloys (współautor: J.S. Campbell)
- 1969 – Equilibrium measurements in the molybdenum-carbon-hydrogen system (współautor: A. Solbakken)
- 1976 – Carbon-14 tracer studies of the secondary reactions in the cracking of hexadecane over zeolite catalysts (współautor: J.L. Bordley Jr)
- 1986 – Iron as a catalyst for the hydrogenation of benzene (współautor: M.J. Phillips)

## Wyróżnienia
Wybór według „Timeline for Paul Emmett” w bibliotece OSU:
1. 1937 – członkostwo Komitetu Katalizy Kontaktowej w United States National Academies
2. 1953 – Pittsburgh Award od American Chemical Society, sekcja Pensylwania)
3. 1955 – wybór na członka National Academy of Sciences
4. 1958 – Kendall Award od American Chemical Society
5. 1964 – tytuł doctor honoris causa od Université de Lyon
6. 1964 – honorowy radny Consejo Superior (najwyższe odznaczenie rządu hiszpańskiego za osiągnięcia naukowe)
7. 1969 – tytuł doctor honoris causa od Clarkson College[18], Potsdam (Nowy Jork)
8. 1970 – Nagroda od American Chemical Society, Sekcja Maryland
9. 1970 – Nagroda  Catalyst Club of Philadelphia
10. 1972 – ustanowienie Paul Emmett Award przez Catalysis Society of North America
11. 1974 – Distinguished Service Award od Oregon State University (najwyższe odznaczenie honorowe OSU)
12. 1974 – tytuł doctor honoris causa od University of Wisconsin-Milwaukee
13. 1976 – tytuł doctor honoris causa od Hokkaido University, Sapporo
14. 1977 – Distinguished Alumni Award od  the California Institute of Technology
15. 1980 – Howard Vollum Award for Science and Technology od Reed University, Portland (Oregon)